# Sigmoidea aurantiaca
Sigmoidea aurantiaca är en svampart som beskrevs av Descals 1982. Sigmoidea aurantiaca ingår i släktet Sigmoidea och familjen Halosphaeriaceae.   Inga underarter finns listade i Catalogue of Life.